# Muscari filiforme
Muscari filiforme är en sparrisväxtart som beskrevs av Pierfelice Ravenna. Muscari filiforme ingår i släktet pärlhyacinter, och familjen sparrisväxter.
Artens utbredningsområde är Israel. Inga underarter finns listade i Catalogue of Life.